# يوكي أوموتو
يوكي أوموتو (باليابانية: 大本 祐槻) (24 سبتمبر 1994 في شيغا في اليابان – )؛ هو لاعب كرة قدم سابق كان يلعب كمدافع.

## وصلات خارجية
- يوكي أوموتو على موقع رابطة كرة القدم اليابانية للمحترفين (اليابانية)
- يوكي أوموتو على موقع قاعدة بيانات كرة القدم.إي يو (الإنجليزية)
- يوكي أوموتو على موقع Soccerway.com (الإنجليزية)
- يوكي أوموتو على موقع عالم كرة القدم.نت (الإنجليزية)